# Ezequiel Pérez
Jonathan Ezequiel Pérez (General Alvear, Provincia de Mendoza, Argentina; 24 de septiembre de 1987) es un futbolista argentino. Juega de mediocampista y su club actual es Jarabacoa FC que disputa la Liga Dominicana de Fútbol.

## Trayectoria
Surgido de las divisiones menores de Ferro de General Alvear donde debutó y fue traspasado a Independiente Rivadavia, en 2008 hizo su debut como jugador profesional en la derrota como visitante de su equipo ante Platense por 2:1. Su primer gol lo anotó en la temporada 2013-14 ante Aldosivi de Mar del Plata.
En 2015, fichó por Ferro Carril Oeste para jugar el Campeonato de Primera B Nacional 2015. Debutó en el Verdolaga el 10 octubre ante Unión de Mar del Plata ingresando como suplente.

## Clubes
| Club                       | País                 | Año         |
| -------------------------- | -------------------- | ----------- |
| Ferro                      | Argentina            | 2005        |
| Independiente Rivadavia    | Argentina            | 2008 - 2014 |
| Ferro Carril Oeste         | Argentina            | 2015 - 2016 |
| Defensores de Belgrano     | Argentina            | 2017        |
| Deportes Melipilla         | Chile                | 2018        |
| Cibao                      | República Dominicana | 2019 - 2020 |
| Argentino (General Alvear) | Argentina            | 2021        |
| Jarabacoa FC               | República Dominicana | 2022        |

## Estadísticas
Actualizado al 9 de diciembre de 2016
| Independiente Rivadavia Argentina                    |               |               |     |   |   |    |     |   |
| 2.ª                                                  | 2008-09       | 4             | 0   | — | — | 4  | 0   |   |
| 2.ª                                                  | 2009-10       | 11            | 0   | — | — | 11 | 0   |   |
| 2.ª                                                  | 2010-11       | 12            | 0   | — | — | 12 | 0   |   |
| 2.ª                                                  | 2011-12       | 4             | 0   | — | — | 4  | 0   |   |
| 2.ª                                                  | 2012-13       | 5             | 0   | — | — | 5  | 0   |   |
| 2.ª                                                  | 2013-14       | 35            | 9   | — | — | 35 | 9   |   |
| 2.ª                                                  | 2014-15       | 10            | 0   | — | — | 10 | 0   |   |
| Total club                                           | Total club    | 81            | 9   | 0 | 0 | 81 | 9   |   |
| Ferro Carril Oeste Argentina                         |               |               |     |   |   |    |     |   |
| 2.ª                                                  | 2015          | 6             | 0   | — | — | 6  | 0   |   |
| 2.ª                                                  | 2016          | 10            | 0   | 0 | 0 | 10 | 0   |   |
| 2.ª                                                  | 2016-17       | 12            | 0   | 0 | 0 | 12 | 0   |   |
| Total club                                           | Total club    | 28            | 0   | 0 | 0 | 28 | 0   |   |
| Total carrera                                        | Total carrera | Total carrera | 109 | 9 | 0 | 0  | 109 | 9 |
| (1) La copa nacional se refiere a la Copa Argentina. |               |               |     |   |   |    |     |   |